# Mercedes-Benz M129
Il Mercedes-Benz M129  era un motore a scoppio prodotto dal 1965 al 1969 dalla Casa automobilistica tedesca Mercedes-Benz.

## Profilo e caratteristiche

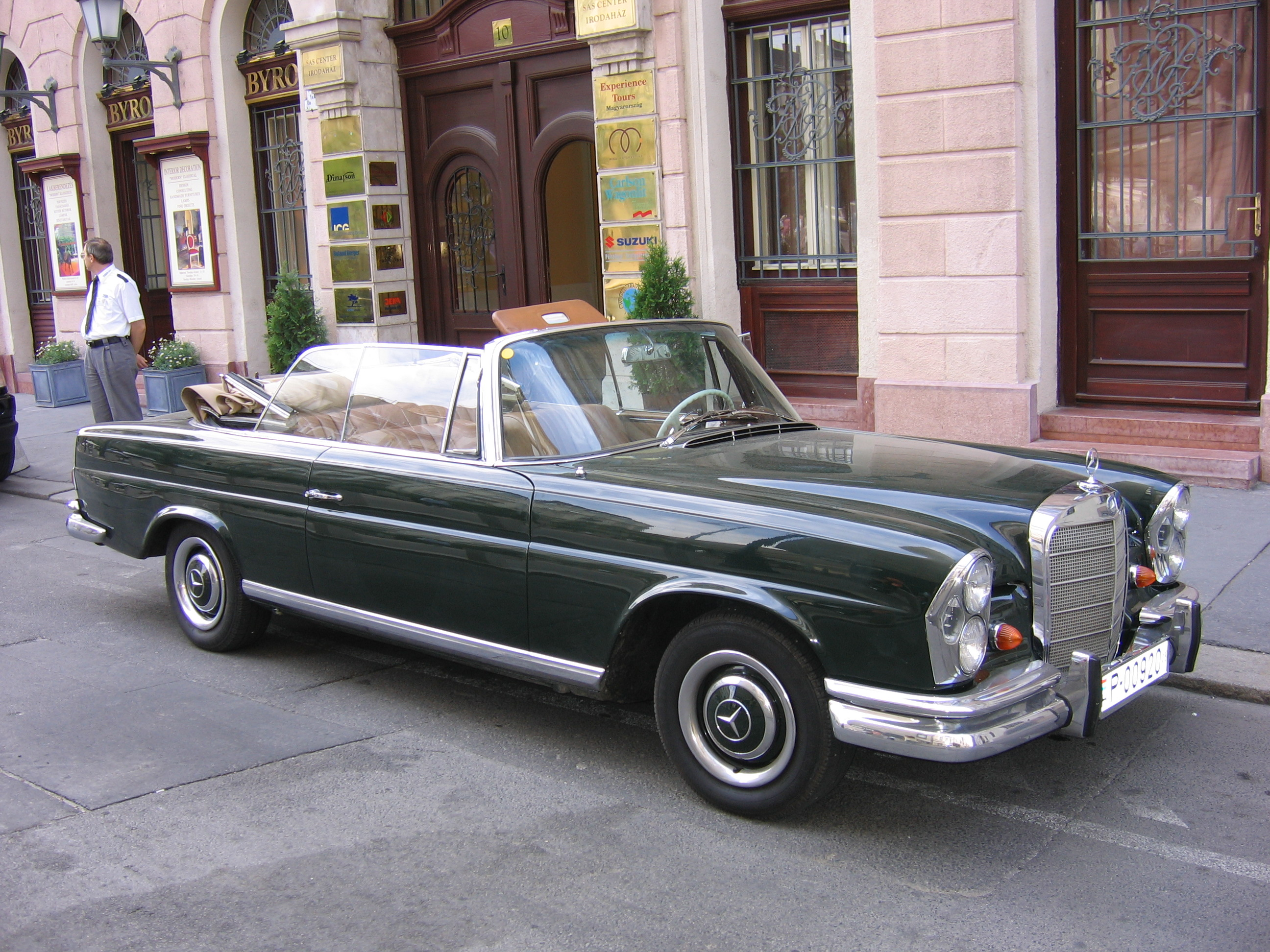
Le Mercedes-Benz 250 SE W111 Cabriolet sono tra le applicazioni del motore M129.

Questo motore da 2.5 litri è in pratica la versione ad iniezione del contemporaneo motore M108. Questa caratteristica, unita all'innalzamento del rapporto di compressione (portato da 9 a 9.3:1) ha permesso un sensibile incremento prestazionale. Invariate le altre caratteristiche generali. Di seguito vengono  riportate le specifiche di tale motore:
- architettura a 6 cilindri in linea;
- basamento in ghisa;
- testata in lega di alluminio;
- monoblocco di tipo superquadro;
- alesaggio e corsa: 82x78.8 mm;
- cilindrata: 2496 cm³;
- distribuzione ad un asse a camme in testa;
- testata a due valvole per cilindro;
- alimentazione mediante iniezione meccanica Bosch;
- pompa di iniezione a 6 pistoncini;
- rapporto di compressione: 9.3:1 (9.5:1 dal 1966);
- albero a gomiti su 7 supporti di banco;
- potenza massima: 150 CV a 5500 giri/min;
- coppia massima: 216 Nm a 4200 giri/min;
- applicazioni:
  - Mercedes-Benz 250SE W111 Coupé/Cabriolet (1965-67);
  - Mercedes-Benz 250SE W108 (1965-68);
  - Mercedes-Benz 250SL "Pagoda" (1966-68).